# 2863 Ben Mayer
2863 Ben Mayer (1981 QG2) là một tiểu hành tinh vành đai chính được phát hiện ngày 30 tháng 8 năm 1981, bởi Bowell, E. ở Flagstaff (AM).